# S/2007 (2001 XR254) 1
S/2007 (2001 XR254) 1, também escrito como S/2007 (2001 XR254) 1, é o objeto secundário do corpo celeste denominado de 2001 XR254. Ele é um objeto transnetuniano que tem cerca de 134 km de diâmetro e orbita o corpo primário a uma distância de 9 310 ± 49 km.

## Descoberta
S/2007 (2001 XR254) 1 foi descoberto no dia 20 de dezembro de 2006 através do Telescópio Espacial Hubble e sua descoberta foi anunciada em 14 de março de 2007.